# Cerianthula multiseptata
Espèce
Cerianthula multiseptata est une espèce de cnidaires de la famille des Botrucnidiferidae.

## Systématique
Le nom valide complet (avec auteur) de ce taxon est Cerianthula multiseptata Leloup, 1964.